# Tursunsoda
Tursunsoda (tadschikisch Турсунзода), auch Tursunzoda, russisch Турсунзаде Tursunsade, Tursunzade, bis 1978 Regar, ist die Hauptstadt des gleichnamigen Distrikts (nohija) in der Region Nohijahoi tobei dschumhurij („Der Republik unterstellte Bezirke“) im Westen von Tadschikistan. Die im fruchtbaren Hisortal nahe der usbekischen Grenze gelegene Stadt besitzt einen geschäftigen Markt für die umliegenden Dörfer.
Bekannt ist Tursunsoda wegen der 1975 in Betrieb genommenen Aluminiumfabrik, heute Tajikistan Aluminium Company (TALCO), dem größten Industriebetrieb des Landes, der rund 60 Prozent des Exports und 20 Prozent des Bruttoinlandsprodukts erzeugt und dafür bei Vollbetrieb durchschnittlich 40 Prozent des landesweiten Bedarfs an elektrischem Strom verbraucht. Korruptionsvorwürfe im Umfeld von TALCO und der Regierung, die in einem der teuersten internationalen Gerichtsverfahren von 2005 bis 2008 in London verhandelt wurden, haben die Kreditwürdigkeit Tadschikistans bei internationalen Geldgebern in Frage gestellt.

## Lage

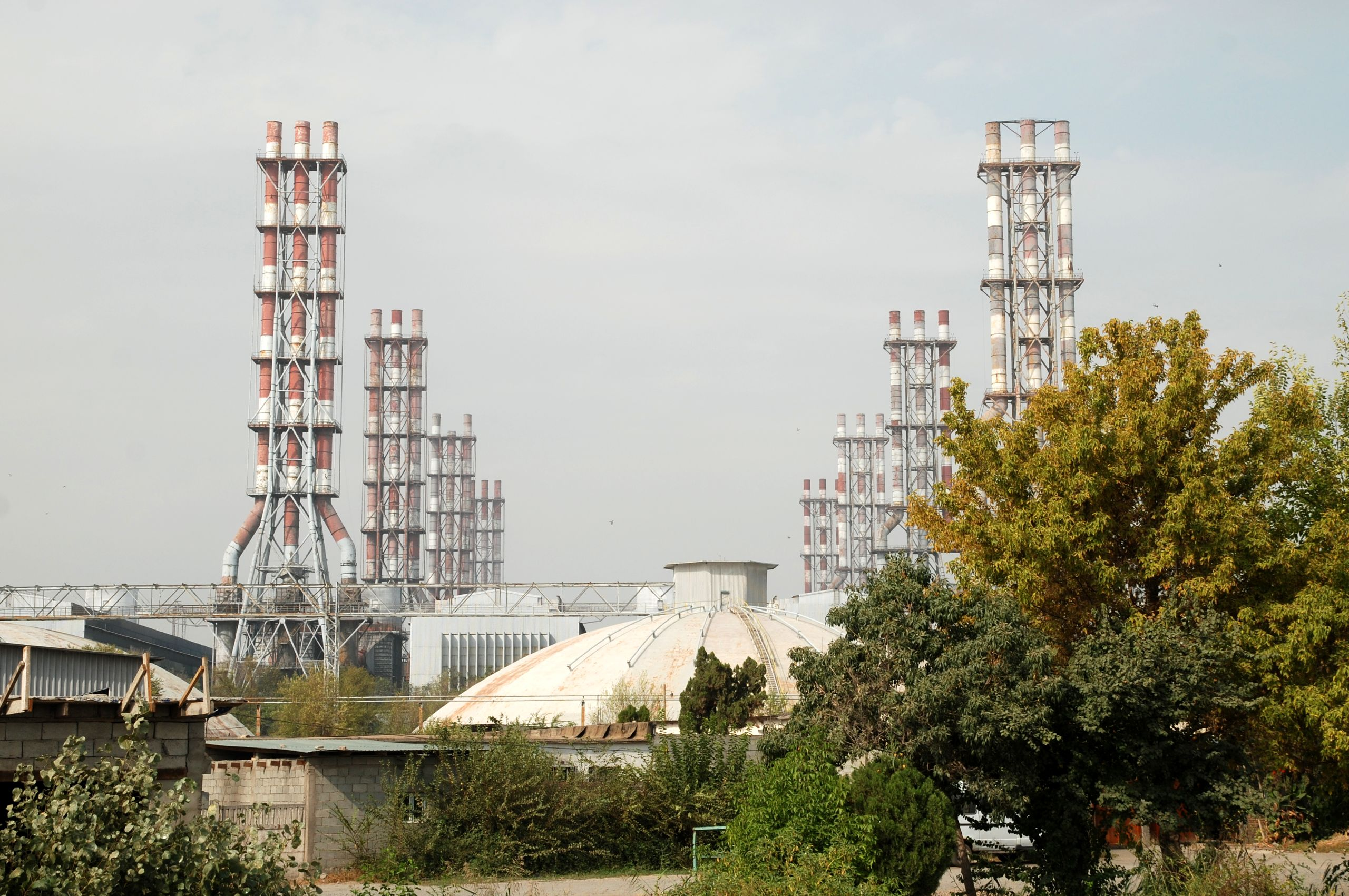
Aluminiumfabrik TALCO

Tursunsoda liegt auf einer Höhe von 705 Metern im breiten Hisortal, das sich in Ost-West-Richtung von der Landeshauptstadt Duschanbe bis zur usbekischen Grenze erstreckt und im Norden vom Hissargebirge (Fanberge) mit Gipfelhöhen zwischen 3000 und 4000 Metern und im Süden von Hügeln bis zu 1500 Metern Höhe begrenzt wird. Letztere trennen die Ebene vom Tal des Kofarnihon im Südosten. In Usbekistan setzt sich das Hisortal im Tal des Surxondaryo fort. Das Hisortal gehört mit dem Ferghanatal im Norden und den Tiefebenen in der Provinz Chatlon im Süden zu den größten Ackerbaugebieten des Landes. Im Distrikt wird hauptsächlich Reis und Baumwolle angebaut, wenn auch in deutlich geringerem Umfang als in den anderen genannten Regionen. Beides muss intensiv über ein System von Kanälen (arik) bewässert werden. Die Bewässerung erfolgt von Zuflüssen des Surxondaryo, darunter dem Fluss Karatag, der von Nordosten aus einem Tal des Hissargebirges kommend südlich an der Stadt vorbeifließt und sich an der Landesgrenze mit dem Schirkent vereint, der in den Bergen im Norden entspringt und den westlichen Stadtrand tangiert. Des Weiteren gedeihen in der Umgebung Weintrauben, Granatäpfel und Zitronen.
Von Duschanbe ist Tursunsoda nach etwa 54 Kilometern auf der gut ausgebauten Fernstraße M41 zu erreichen, die nördlich an Hisor vorbeiführt und zehn Kilometer westlich von Tursunsoda die usbekische Grenze beim Grenzort Uzun erreicht. Die nächste größere Stadt in Usbekistan, Denov, ist 35 Kilometer von der Grenze entfernt. Die Lage an einem von nur drei allgemein offenen Grenzübergängen zwischen beiden Ländern, deren gemeinsame Grenze rund 1330 Kilometer lang ist, und an der direkten Verbindung zur Hauptstadt Duschanbe macht Tursunsoda zu einer wichtigen Durchgangsstation für den Waren- und Personenverkehr.
Durch das Hisortal verlief eine parallel zur Durchquerung des Ferghanatals alternative südliche Route der Seidenstraße. Diese „Karotegin-Route“ führte von Termiz über Denov und Tursunsoda, durch das Hisortal weiter nach Osten durch das Raschttal (früher Karotegintal) am Fluss Wachsch entlang Richtung China.
Außerdem liegt Tursunsoda an der Bahnlinie Duschanbe – Moskau, die für tadschikische Arbeitsmigranten die günstigste Reisemöglichkeit darstellt. Von der turkmenischen Hafenstadt Türkmenbaşy wird Petrolkoks per Bahn zu TALCO transportiert, wo der Kohlenstoff bei der Aluminiumherstellung benötigt wird.
Die Bewohner von Tursunsoda und im gesamten Westteil des Hisortals sind mehrheitlich Usbeken, die tadschikische Landesbevölkerung ist hier in der Unterzahl. Eine Besonderheit stellt die kleine Minderheit der Parya dar, eine ethnolinguistische Gruppe von maximal 7500 Mitgliedern, die in den 1950er Jahren erstmals von der Wissenschaft zur Kenntnis genommen wurden. Die Parya sprechen eine noch nicht klassifizierte indoarische Sprache, die möglicherweise dem Rajasthani nahesteht, und leben hauptsächlich in kleinen Dörfern im Distrikt Tursunsoda, im östlich angrenzenden Distrikt Schahrinaw und jenseits der Grenze in der usbekischen Provinz Surxondaryo.
Wenige Kilometer nördlich von Tursunsoda beginnt das Schirkent-Tal, dessen oberer Teil 1991 zu einem naturhistorischen Landschaftspark erklärt wurde. An drei schwer zugänglichen Stellen blieben dort fossile Fußspuren von Dinosauriern erhalten.

## Geschichte

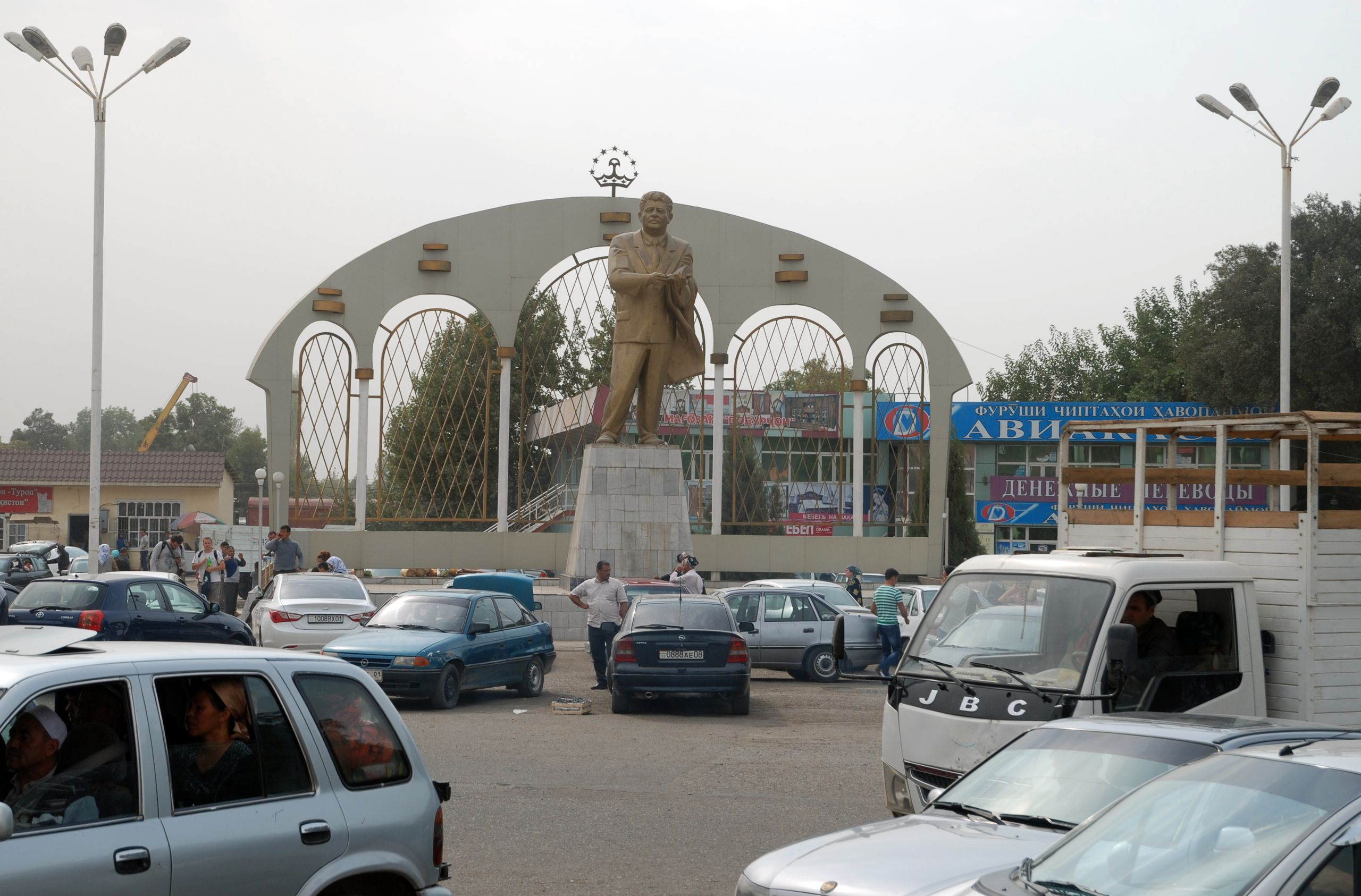
Standbild von Mirso Tursunsoda am zentralen Platz

Tursunsoda war bis zur ersten Hälfte des 20. Jahrhunderts ein Dorf. Bis 1952 hieß der Ort Stanzija-Regar, danach wurde der Name auf Regar („Stadt aus Sand“) verkürzt. Ende des 19. Jahrhunderts gehörte das Gebiet zum Emirat Buchara. Bei der Aufteilung Zentralasiens in sowjetische Teilrepubliken wurde Tadschikistan im Oktober 1924 zunächst der Usbekischen Sozialistischen Sowjetrepublik als Tadschikische Autonome Sozialistische Sowjetrepublik zugeschlagen. Die Grenzziehung dieser Teilrepublik erfolgte ohne Rücksicht auf die ethnische Verteilung der Bevölkerung, sodass die Tadschiken mit Buchara und Samarqand ihre historischen Kulturzentren verloren und große Siedlungsgebiete mit usbekischer Bevölkerung innerhalb der tadschikischen Teilrepublik lagen. Hierzu gehörten die Grenzregionen um Tursunsoda, um Pandschakent und Gebiete im Südwesten; 1929, als Tadschikistan eine autonome Sowjetrepublik wurde, ergänzt um die usbekisch besiedelte Region Chudschand im Ferghanatal.
Im selben Jahr 1929 wurde die direkte Eisenbahnverbindung zwischen Moskau und Duschanbe durch den Bahnhof Regar eröffnet. Der Bahnhof hat bis heute seinen alten Namen behalten. Die Umbenennung der Stadt Regar erfolgte 1978 zu Ehren des Dichters und Politikers Mirso Tursunsoda (1911–1977), der während der Tadschikischen Sozialistischen Sowjetrepublik einer der ersten tadschikischen Dramatiker wurde und bis heute als Nationaldichter gewürdigt wird. Tursunsoda gehörte nach Sadriddin Ainij zu den führenden Vertretern des sozialistischen Realismus tadschikischer Prägung. Er ist auf der Ein-Somoni-Banknote von 1999 abgebildet und seine goldfarbene Statue steht auf dem zentralen Platz der Stadt.
Ende der 1950er Jahre entstanden Pläne, den Fluss Wachsch an mehreren Stellen aufzustauen. Mitte der 1970er Jahre war der Nurek-Staudamm fertiggestellt und hatte mit der Stromproduktion begonnen. Er ist mit 300 Metern Höhe die weltweit höchste Talsperre und liefert annähernd drei Viertel des tadschikischen Strombedarfs. Parallel zum Bau des Staudamms wurde als Hauptabnehmer des erzeugten Stroms von 1972 bis 1975 in Tursunsoda die größte Aluminiumfabrik Zentralasiens errichtet.

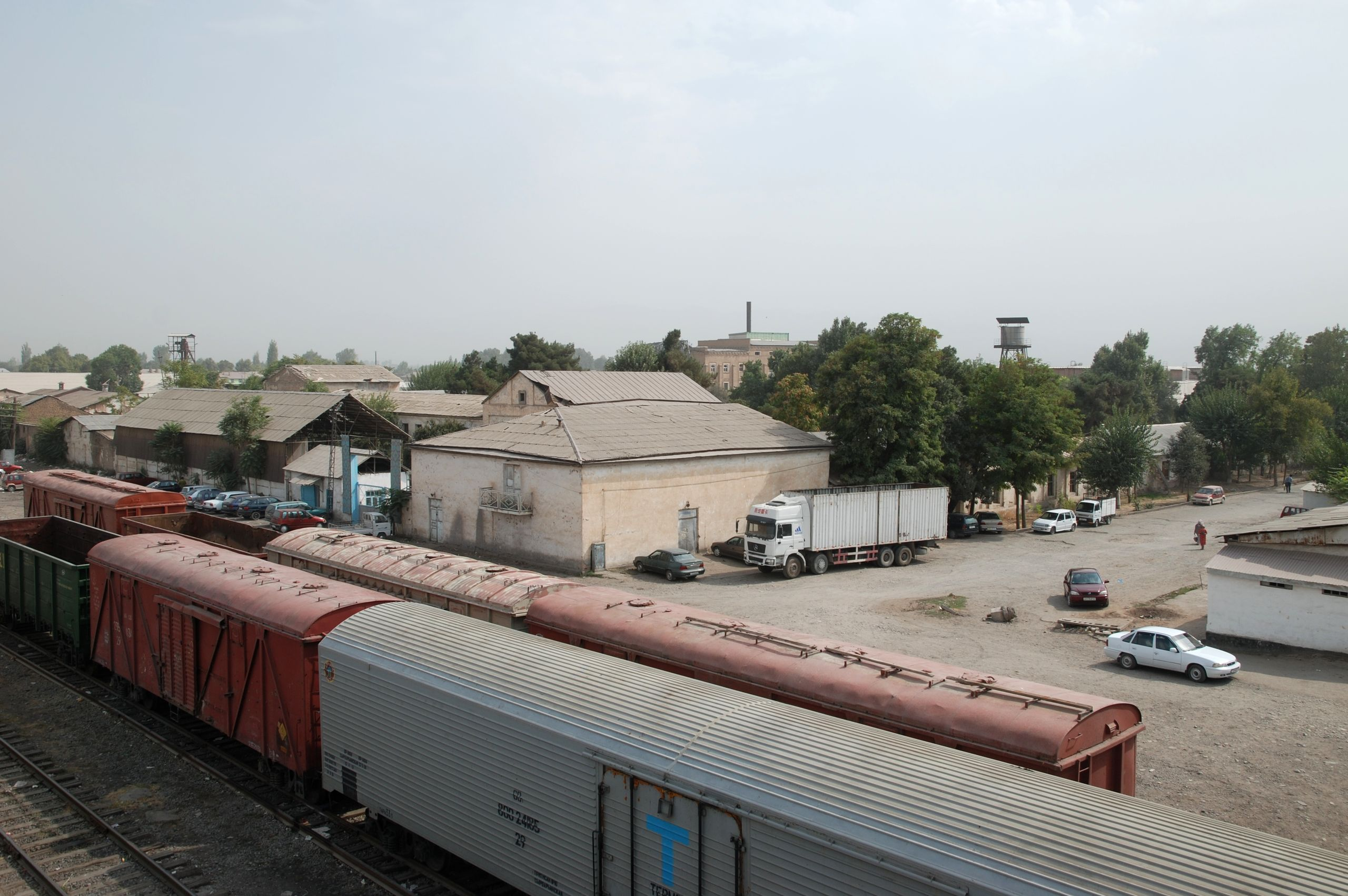
Industrie- und Arbeitersiedlung südlich der Bahnlinie

1991 wurde Tadschikistan unabhängig. Im selben Jahre begann eine Front aus verschiedenen Oppositionsgruppen einen Bürgerkrieg gegen die neue tadschikische Regierung, die erst 1997 das ganze Land unter ihre Kontrolle brachte. 1994 unternahm mitten im Bürgerkrieg der Warlord und Bürgermeister von Tursunsoda, Ibodullo Boimatov, einen Aufstand gegen die Regierung und lehnte es später ab, seine Kämpfer entwaffnen zu lassen. Stattdessen floh er nach Usbekistan, von wo er Anfang 1996 mit zwei usbekischen Militärfahrzeugen zurückkehrte und mit rund 1000 Mann die Kontrolle der Stadt übernahm. Nach zwei Wochen übergab er die schweren Waffen an den mit ihm verbündeten Rebellen Makhmoud Khudoberdiyev, ein usbekischstämmiger Colonel, der sich mit seinen Truppen in Qurghonteppa aufhielt. Nachdem ihre Forderung nach Rücktritt einiger Regierungsmitglieder teilweise erfüllt worden war, beendeten sie den Aufstand.
Das Ende des Bürgerkriegs 1997 sah einen Friedensschluss mit den Oppositionsgruppen vor und bezog erstmals im nachsowjetischen Zentralasien eine islamische Oppositionspartei in die Regierung ein, was in Usbekistan auf Ablehnung stieß. Die usbekische Regierung begann als eine Reaktion darauf, Mahmud Khudoiberdiyev als Gegner der tadschikischen Regierung zu unterstützen. Nach Zusammenstößen mit Regierungseinheiten im August 1997 zog sich Khudoiberdiyev von Qurghonteppa in den Süden Usbekistans und später nach Afghanistan zurück. Die Aufstände und Gefechte in der Region Tursunsoda während des Bürgerkriegs hängen mit der wirtschaftlichen Bedeutung der Aluminiumfabrik zusammen, deren Betrieb während dieser Zeit nur mit Mühe aufrechterhalten werden konnte.
2006 begann die Regierung in einem Freiwilligenprogramm, Familien aus anderen Regionen des Landes in der Umgebung von Tursunsoda anzusiedeln, wo bessere Arbeitsmöglichkeiten in der Industrie und Landwirtschaft auf sie warten sollten. 1000 Familien aus der unterentwickelten Region Kulob, wo es weder Arbeit noch Ackerland gibt, aber die Zahl der Auswanderer hoch ist, wurden mit diesem Programm umgesiedelt. Das zur Verfügung gestellte Land liegt nahe an der usbekischen Grenze. Da alle Umsiedler Tadschiken aus der Heimatregion des Präsidenten Rahmon sind, die in einem mehrheitlich von Usbeken bewohnten Gebiet Land erhielten, bemerken Kritiker, dass es vermutlich auch darum ging, eine besonders loyal zur Regierung stehende Bevölkerungsgruppe anzusiedeln. Das Grenzgebiet gilt als sensibel, weil die Beziehungen zwischen Tadschikistan und Usbekistan seit dem Bürgerkrieg unter anderem wegen Auseinandersetzungen um Wassermengen und den genauen Grenzverlauf in bestimmten Gebieten angespannt sind.

## Stadtbild

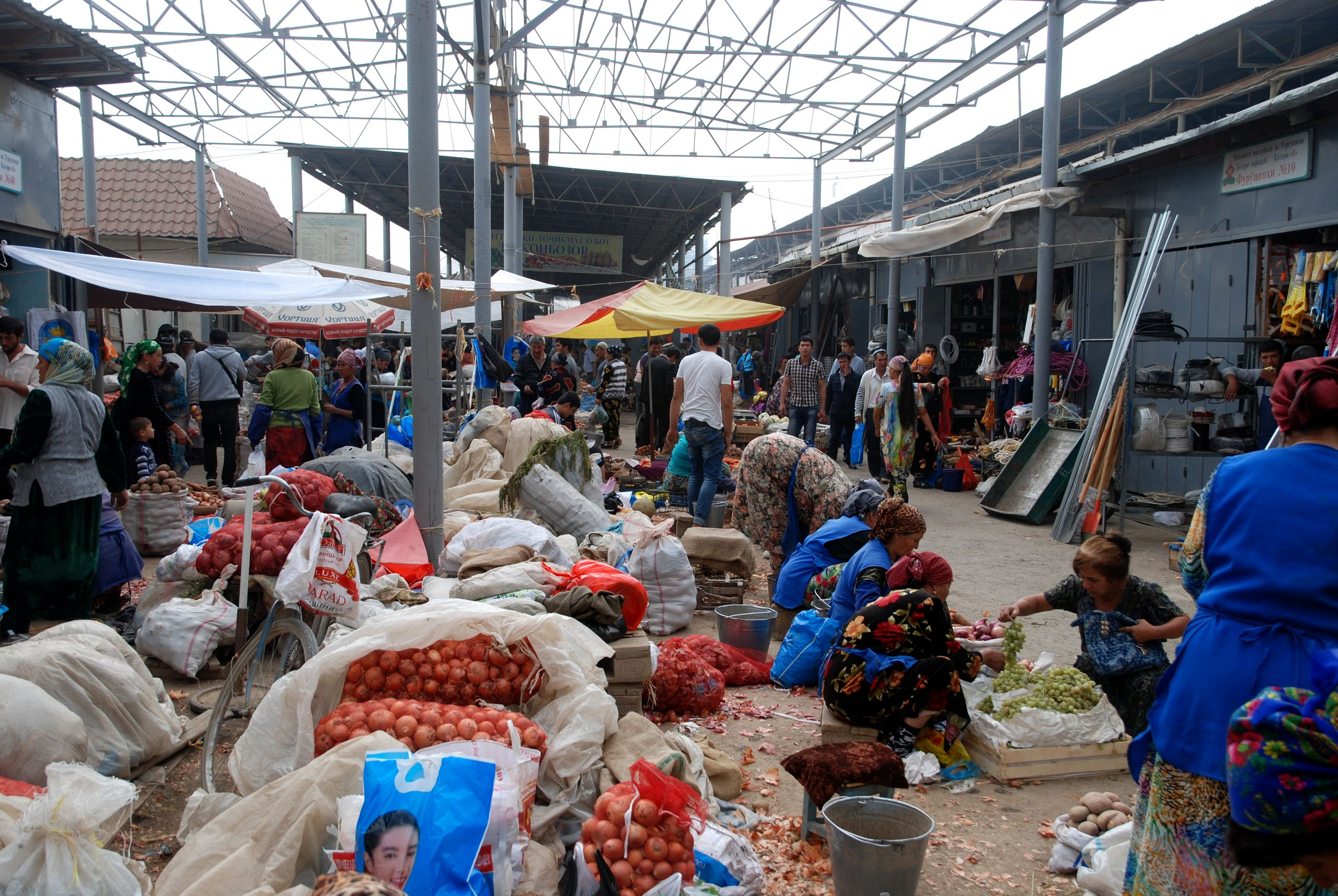
Geschäftiger Markt

1974 lebten 21.000 Einwohner in der Stadt. Im Jahr 2007 wurde die Einwohnerzahl auf 44.200 geschätzt. Damit ist Tursunsoda die achtgrößte Stadt des Landes. Der als Wohnplatz der Arbeiter in der Aluminiumfabrik in den 1970er Jahren zu einer Stadt ausgebaute Ort ist weitgehend in einem modernen rechteckigen Straßengitter angelegt. Zentrum ist ein großer freier Platz, 100 Meter vom Bahnhof entfernt. Die Bahnlinie passiert in Ost-West-Richtung am südlichen Rand die Innenstadt. Von der Schnellstraße M41 zweigt in der Nähe der Aluminiumfabrik eine bis ins Zentrum drei Kilometer lange Straße nach Süden ab. Der zentrale Platz mit einem Kreisverkehr ist die Haltestelle für Minibusse nach Duschanbe und für Sammeltaxis in die umliegenden Dörfer. In den Gassen im Osten schließt sich ein geschäftiges Marktviertel mit landwirtschaftlichen Produkten der Region, Grundstoffen für die Landwirtschaft und Haushaltswaren an. Auf der anderen Seite des Platzes befindet sich ein kleiner baumbestandener Park.
Der Außenbezirk südlich der Bahnlinie besteht aus einigen teilweise verfallenen Industriebauten aus sowjetischer Zeit und einer ebensolchen Arbeitersiedlung. Neben der Aluminiumfabrik gehören eine Ziegelfabrik und ein Baumwollverarbeitungsbetrieb zu den Arbeitgebern.
Es gibt zwei Fernsehstationen, TV-Regar und TV-TadAz, die beiden Zeitungen
Tojikiston und Regar sowie eine Rundfunkstation. Der örtliche Fußballverein heißt Regar TadAZ.

## TALCO

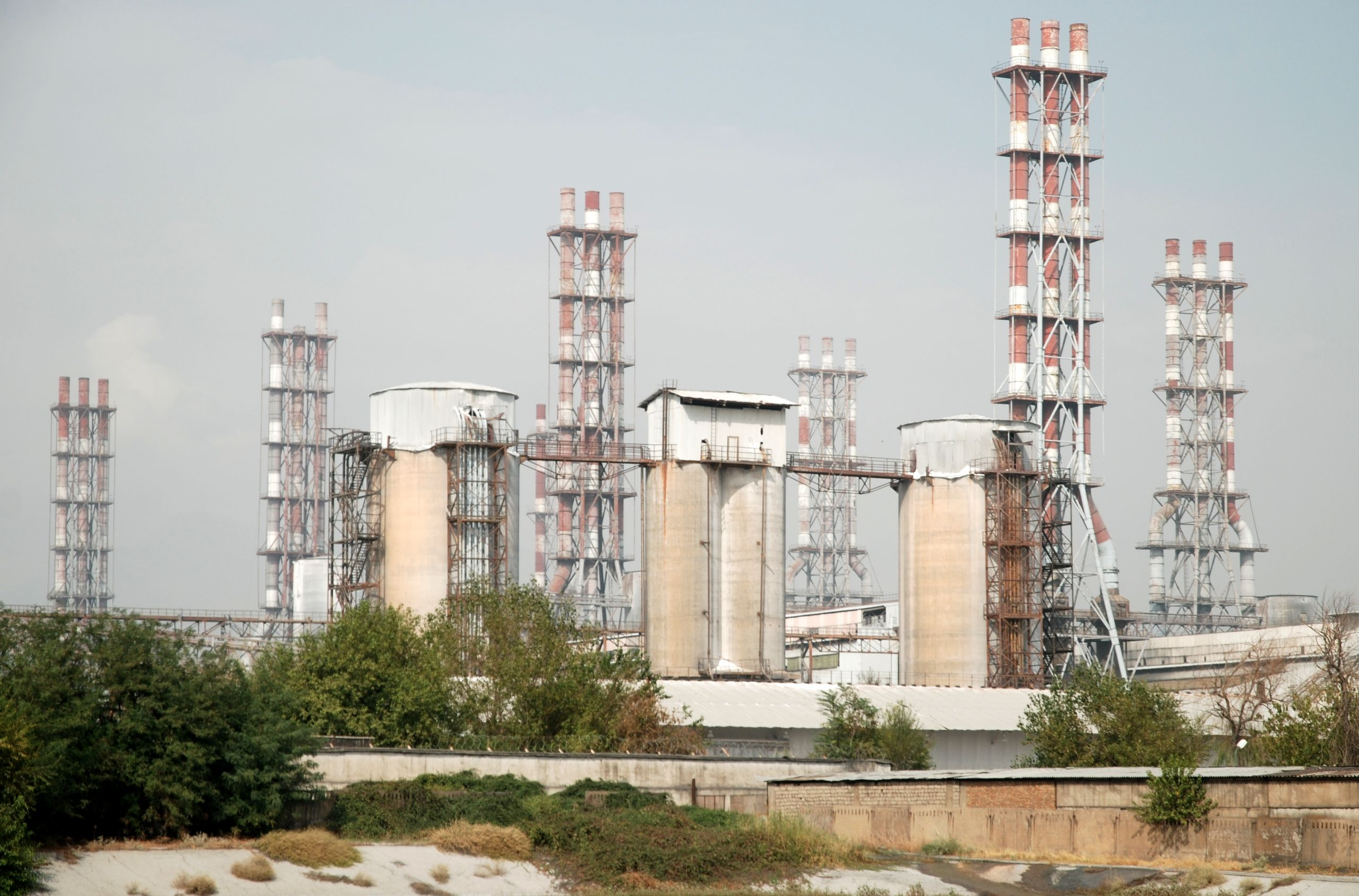
TALCO von Süden

Die Aluminiumfabrik von Tursunsoda wurde 1975 mit dem russisch abgekürzten Namen TadAz eröffnet und im April 2007 in TALCO (Tajikistan Aluminium Company) umbenannt. Es ist die größte Anlage zur Aluminiumelektrolyse des Landes und war lange Zeit die viertgrößte weltweit. TALCO ist der größte Exportbetrieb und erwirtschaftet rund 60 Prozent der Exporterlöse Tadschikistans und hat 20 Prozent Anteil am Bruttoinlandsprodukt. Die Beschäftigtenzahl lag vor 2013 bei über 12.000 und Anfang 2014 noch bei 10.800. Das benötigte Bauxit wurde vor der Unabhängigkeit aus anderen Ländern der Sowjetunion oder des Ostblocks bezogen und wird heute auf dem Weltmarkt eingekauft. Tadschikistan verfügt über kein Bauxit, das Land wurde als Standort ausgewählt, weil hier Strom aus Wasserkraft erzeugt werden kann. Zeitgleich mit der Fabrik wurde der Nurek-Staudamm gebaut.
Je nach Auslastung benötigt TALCO in verschiedenen Jahren 36 bis 45 Prozent des gesamten im Land verbrauchten elektrischen Stroms. Generell sind zur Elektrolyse von einem Kilogramm Aluminium 10–17 kWh erforderlich, je nach Energieeffizienz der verwendeten Methode und dem Alter der Anlage. TALCO liegt mit 17 kWh am oberen Ende des Energiebedarfs. Über 50 Prozent der Produktionskosten entfallen auf die elektrische Energie. Die Produktionskosten hängen damit stark vom schwankenden Strompreis ab. Im Jahr 2011 betrugen die Kosten für elektrischen Strom trotz eines niedrigen Tarifs 92 Millionen US-Dollar und für Erdgas 16 Millionen US-Dollar. Seit April 2012 ist der Stromtarif, den TALCO zu bezahlen hat, saisonal gestaffelt, er liegt im Sommer bei 1,3 Cents/kWh und im Winter bei 2,2 Cents/kWh (entspricht im Jahresmittel 1,8 Cents/kWh).
TALCO ist der größte einzelne Luftverschmutzer des Landes. Der gasförmig austretende Fluorwasserstoff hat zu gesundheitlichen Problemen bei der Bevölkerung von Tursunsoda und in angrenzenden Gebieten in Usbekistan geführt. Die Luftverschmutzung durch TALCO ist ein Streitpunkt in der politischen Auseinandersetzung zwischen den beiden Nachbarländern. Nach Angaben usbekischer Umweltschützer gibt TALCO jährlich 300 bis 400 Tonnen Fluorwasserstoff in die Atmosphäre ab, ein Verantwortlicher bei TALCO hält dagegen diese Zahl für weit übertrieben, und der tadschikische politische Analyst und Zeitungsherausgeber Saimiddin Dustov vermutete Anfang 2010, die Umweltschützer seien eine vom usbekischen Präsidenten Islom Karimov inszenierte Tarnorganisation.
Obwohl seit 1991 viele Industriebetriebe aus der sowjetischen Zeit privatisiert oder geschlossen wurden, ist TALCO weiterhin vollständig in staatlichem Besitz. Die mit TALCO verflochtene, für die Produktion und Verteilung des elektrischen Stroms zuständige Gesellschaft Barqi Tojik befindet sich ebenfalls vollständig in staatlichem Besitz. Der Betrieb TALCOs wird nicht von einem Aufsichtsrat, sondern von einem Direktor geleitet, der einmal monatlich dem Präsidenten Rechenschaft ablegt. Von 1994 bis 2004 hieß der Direktor Abdulkadir Ermatov, ab 1996 wurde er von Avaz Nazarov unterstützt. Seither ist Sherali Kabirov Finanzdirektor bei TALCO.

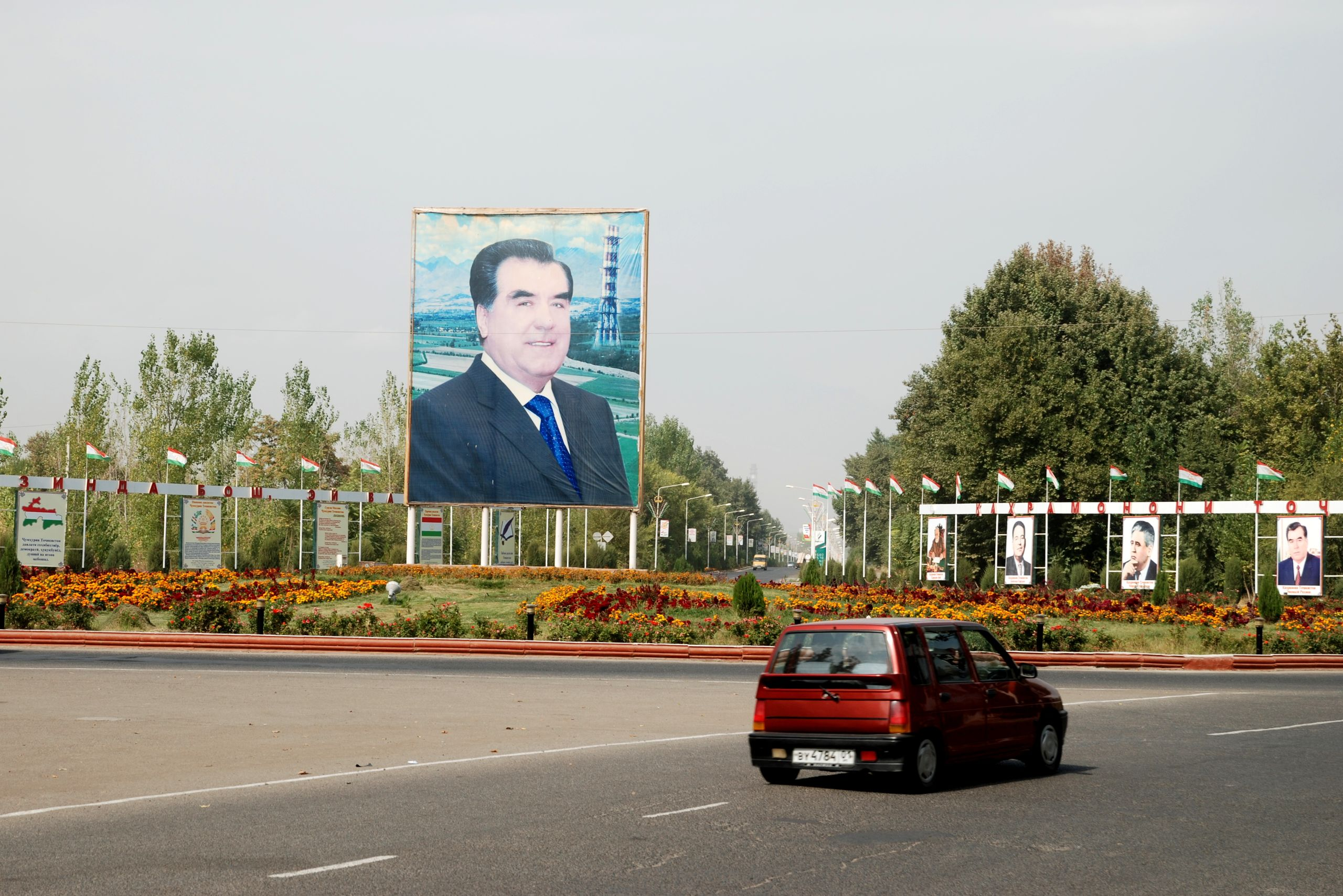
Plakat Präsident Rahmons mit grünen Feldern und einem Schornstein der Firma TALCO an der Straße aus der Stadt dorthin

Sherali Nazarov managte die vielfältigen Handelsbeziehungen von TALCO mit eigenen Gesellschaften im Ausland, seit 1998 vorrangig über die eigene Firma Ansol, eine auf der britischen Kanalinsel Guernsey registrierte Offshore-Holding. Ein beträchtlicher Teil des Gewinns ging an Nazarov und die Firma Ansol. 2004 gab es auf Betreiben der Rahmon-Regierung und der Oriyonbank, die von Rahmons Schwiegersohn Hasan Sadulloev geleitet wird, einen Wechsel im Management von TALCO. Nach seinem unfreiwilligen Ausscheiden machte TALCO Nazarov für den Verlust von 500 Millionen US-Dollar verantwortlich, die über dessen Firma Ansol verschwunden seien. Nazarov verlangte im Gegenzug von TALCO eine Nachzahlung von 130 Millionen US-Dollar. Der zwischen Mai 2005 und November 2008 vor einem Londoner Gericht verhandelte Rechtsstreit konnte nicht geklärt werden und ließ internationale Beobachter von einer mangelnden Transparenz der Geschäftspraktiken bei TALCO reden. Mit geschätzten Kosten von 150 bis 200 Millionen US-Dollar, die überwiegend vom tadschikischen Staat aufgebracht werden mussten, war dies einer der teuersten Rechtsstreite überhaupt. Bei den Verhandlungen kamen die internationalen wirtschaftlichen Verflechtungen von TALCO an die Öffentlichkeit. Der erzwungene Wechsel an der Spitze von TALCO stand mit der Umverteilung einiger Machtpositionen in der Umgebung Rahmons zusammen. So wurde Ghaffor Mirzoev, Chef der Leibgarde des Präsidenten, der an TALCO finanziell beteiligt gewesen sein soll, seines Amtes enthoben und nach einer Anklage unter anderem wegen Mordes lebenslang inhaftiert. Mirzoev gehört zu der nach ihrem Herkunftsort benannten Kulob-Fraktion um den Präsidenten, die in Opposition zu Rahmons bevorzugter Hausmacht aus seinem Geburtsort Danghara steht.
Als neue Geschäftspartner traten ab 2004 das russische Unternehmen RUSAL und ab 2006 Norsk Hydro auf. Norsk Hydro, mehrheitlich im Besitz der norwegischen Regierung, wurde zum führenden Handelspartner von TALCO und drängte RUSAL aus dem Feld. Weitere Wirtschaftszweige von TALCO wurden 2004 an Offshore-Gesellschaften übergeben, die in keiner offensichtlichen direkten Beziehung zur tadschikischen Regierung stehen. Alle sind Teil eines Finanztransaktionssystems, dessen Vorteil für das Unternehmen TALCO angezweifelt wird und bei dem auch nach dem Personalwechsel 2004 und dem Austausch der Partnerfirmen die Strukturen ähnlich geblieben sind. Zu ihnen gehören seit 2004 die CDH Investments Corporation mit Sitz auf den Britischen Jungferninseln und die Talco Management Ltd. (TML) ebendort. Der Einkauf von Rohmaterialien und der Verkauf der Fertigprodukte wird international über die Firma TML abgewickelt, die finanztechnisch als Mittlerin fungiert. Der auf dem Papier von TALCO erwirtschaftete Gewinn fällt dadurch gering aus. Die Firma TALCO trägt alle Produktionskosten und übernahm die Kosten des Londoner Rechtsstreits. Zwischen 2005 und 2007 erwirtschaftete TALCO nur 15 Millionen US-Dollar Gewinn, obwohl in dieser Zeit der Preis für Aluminium auf dem Weltmarkt um etwa 200 Prozent anstieg.
Die Organisation des Staatsbetriebs TALCO wird im Zusammenhang mit der Zentralisierung von Macht, Ressourcen und Kapital beim Präsidenten gesehen, als eine Privatisierung des Staates zum Nachteil seiner Bevölkerung. Das Geschäftsmodell von TALCO ist wesentlich dafür verantwortlich, dass im Korruptionsindex von Transparency International 2014 Tadschikistan auf dem schlechten Platz 154 von 177 steht. In diesem Zusammenhang steht neben technischen und ökologischen Problemen auch der erklärte Rückzug der Weltbank aus dem geplanten Rogun-Staudamm-Projekt sowie die Einstufung Tadschikistans durch die Weltbank auf den letzten Platz 188 des Trading Across Borders-Index (Stand Juni 2014). Dieser Index bewertet die Schwierigkeiten bei der bürokratischen Abwicklung des Übersee-Warenhandels beim Import und Export.

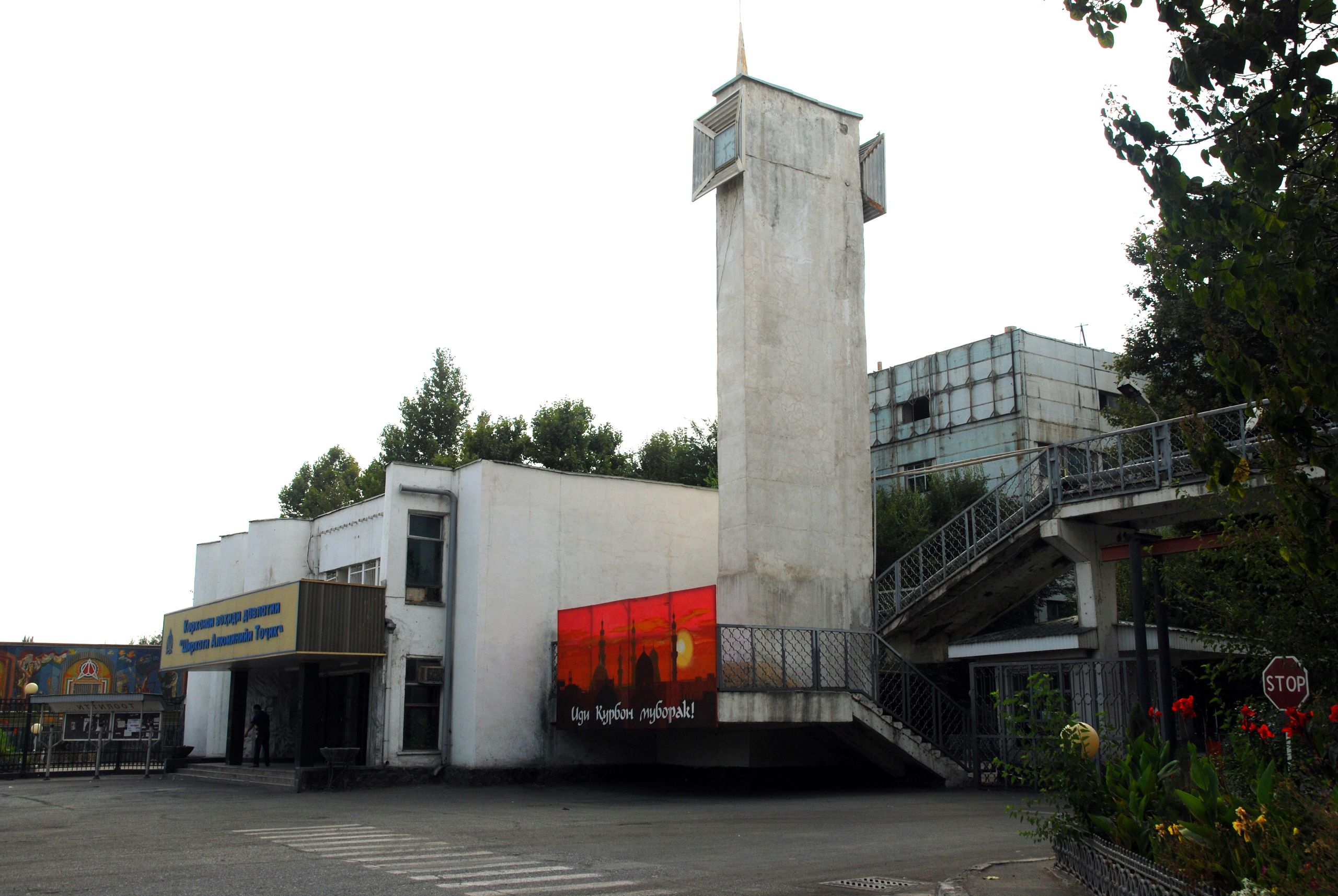
Haupteingang für die Arbeiter

Das erzeugte Aluminium wird zum größten Teil ins Ausland verkauft. Im August 2011 wurde eine für 35 Millionen US-Dollar errichtete Firma namens Talco Cable Industries in Duschanbe eröffnet, die seither 10.000 Tonnen Aluminium von TALCO bezieht und daraus Starkstromkabel herstellt. Die Kabel werden innerhalb des Landes verbaut. Der Wunsch der Betreiber ist, die Kabel im Zuge eines zukünftigen Weltbank-Projekts nach Afghanistan und Pakistan zu exportieren, um diese Länder mit Strom aus dem Rogun-Kraftwerk zu versorgen. Dieses geplante zentralasiatische Großprojekt nennt sich CASA-1000. Westliche Investoren haben sich hier bislang nicht beteiligt.
Seit 2010 hat TALCO keinen Gewinn mehr verzeichnet und 2013 nach Firmenangaben mit über 40 Millionen US-Dollar Verlust abgeschlossen. Deshalb wurden Anfang 2014 rund 20 Prozent der 10.800 Arbeiter entlassen, die verbliebenen Arbeiter erhalten 30 Prozent weniger Lohn. Abgesehen von den strukturellen Problemen gilt der Verfall des Aluminiumpreises als eine Ursache. Der Preis auf dem Weltmarkt sank von 2800 US-Dollar pro Tonne im Jahr 2011 auf 1700–1800 US-Dollar Anfang 2014. In den ersten drei Monaten des Jahres 2012 wurden nach Angaben eines Unternehmenssprechers 74.058 Tonnen Rohaluminium und 73.362 Tonnen Hüttenaluminium (primary aluminium) mit einem gesamten Marktwert von 153,1 Millionen US-Dollar produziert, was eine Steigerung von 8 Prozent gegenüber dem letzten Quartal des Vorjahres gewesen sei. Zwischen 2007 und 2013 sank jedoch die Aluminiumproduktion bei TALCO um 48 Prozent. Die Krise bei TALCO wirkt sich negativ auf die Wirtschaft des ganzen Landes aus und verschlechtert die ungünstige Außenhandelsbilanz weiterhin.
Im Januar 2020 beschloss das tadschikische Parlament, eine Privatisierung von TALCO zuzulassen. Als mögliche Investoren werden insbesondere chinesische Unternehmen gehandelt.

## Sport
Das Finalspiel des AFC President’s Cup 2009 fand im örtlichen Metallurg-Stadion statt.